# Makrusinka
Makrusinka (biał. Макрусінка; ros. Мокрусинка) – wieś na Białorusi, w obwodzie mohylewskim, w rejonie mohylewskim, w sielsowiecie Mastok.